# Приморськ (порт)
Порт Приморська (рос. Порт Приморск, також рос. Морской торговый порт Приморск, офіційно рос. Специализированный морской нефтеналивной порт Приморск; також фін. Koiviston öljysatama; LOCODE: RUPRI
) — найбільший російський нафтоналивний порт на Балтійському морі, кінцевий пункт Балтійської трубопровідної системи.
Порт розташований на материковій частині протоки Бйоркезунд Фінської затоки, за 5 км на південний схід від міста Приморськ Виборзького району Ленінградської області. У місті окрім нафтоналивного порту також є не пов'язаний із ним загальний порт.
Адміністративно нафтоналивний порт Приморська знаходиться під керівництвом Великого порту Санкт-Петербурга, який відповідає не лише за Петербург, а й за торговельні порти Ленінградської області.

## Історія будівництва
У 1980-ті рр. основна частина зовнішньоторговельних вантажоперевезень СРСР на Балтійському морі йшла через радянські прибалтійські республіки. На російські порти (Калінінград, Ленінград, Виборг, Висоцьк) припадало приблизно 25 % загального вантажообігу. Після розпаду СРСР у 1991 році у Російській Федерації лишилося 4 із 9 балтійських портів СРСР, при чому порт у Калінінграді не мав прямого сухопутного сполучення з країною. Потужності цих портів не вистачало, тому доводилося платити іншим державам за використання іноземних портів та транзит вантажів по їх території (включно з перевезеннями до Калінінграду). Для мінімізації залежності від іноземних портів у 1993 році було прийнято розпорядження уряду про побудову трьох нових портів у Ленінградській області. Один із них мав стати нафтоналивним — альтернативою найбільшому у колишньому СРСР нафтоналивному порту у латвійському Вентспілсі.
Будівництво Приморського нафтоналивного порту почалося у 2000 році, а перша черга із двома причалами була здана в експлуатацію у грудні 2001 року. Друга і третя черга були здані у 2004 та 2006 роках, а кількість причалів для танкерів збільшилася до чотирьох. Також був відкритий термінал з перевантаження світлих нафтопродуктів.
Із вантажообігом у 38,5 млн т у січні-червні 2012 року порт Приморська став другим найбільшим портом Росії; у цей період через нафтовий термінал Приморська було перевезено 41,6 млн т сирої нафти та 3,3 млн т дизельного палива. Головний оператор найбільшого порту Росії, Новоросійська на Чорному морі, — котироване на біржі портове товариство (ВАТ «Новоросійський морський торговельний порт») на початку 2011 року придбало 2012 ключових функцій порту Приморська (оператор ТОВ «Приморський торговельний порт») та устаткування на суму 2,15 млрд доларів. Проте з іншого боку, через кредитні лінії, пов'язані із цією покупкою, російська влада отримала контроль на діяльністю найбільшого портового оператора країни (у тому числі право на володіння більшою частиною через «Транснефть»).
Загальна кількість паливних перевезень порту Приморська у 2013–2014 роках значно скоротилася, у той час, як кількість перевезених рідких вантажів через порт Усть-Луги зросла. Втім, станом на 2014 рік порт Приморська лишався п'ятим найбільшим вантажним портом Росії; більшими за нього були порти Новоросійська (121,6 млн т), Усть-Луги (75,7 млн т), Великий порт Санкт-Петербурга (61,9 млн т) та Восточний порт (57,8 млн т).

## Характеристика порту
Площа сухопутної території порту складає 2,5 км², площа акваторії — 32,3 км². Порт призначений для обслуговування танкерів дедвейтом до 150 000 тонн, довжиною до 307 м, шириною 55 м та осадкою 15,5 м, тобто суден із близькою до максимальної осадки кораблів, що здатні заходити з океану у Балтійське море. Через обмежені глибини у Данських протоках супертанкери не можуть заходити у Балтику.
У порті 9 причалів, 3 з яких передбачені для портового флоту; максимальна глибина біля причалу — 18,2 м. Наливні судна обслуговуються шістьома азимутальними буксирами: з них три потужністю 2,6 МВт, тягою 40 т проєкту 16609, два буксири потужністю 4 МВт, тягою 65 т проєкту 21110 та один проєкту 1233 потужністю 3,7 МВт з тягою 64 т.
На території порту розміщено 18 резервуарів для зберігання нафти, ємністю по 50000 тонн, ємності для зберігання світлих нафтопродуктів та декілька резервуарів аварійного скидання. Загальна ємність резервуарів для зберігання нафти складає 921 тис. тонн, для зберігання світлих нафтопродуктів — 240 тис. тонн.
За допомогою порту та спорудженої Балтійської трубопровідної системи об'єднання «Транснефть» Російська Федерація за часів СРСР та після його розпаду змогла припинити перевезення нафти через порти країн Балтії та Польщі на користь власних портів. Таким чином Росія додала власного контролю над важливою експортною промисловістю, уникаючи транзитних виплат та впливу змін політичних настроїв на нафту. До цього розвитку також додалося перевезення нафтопродуктів через порт Висоцька (зокрема через термінал компанії «Лукойл») та Усть-Луги (у якому знаходиться термінал Балтійської трубопровідної системи-II).

## Вантажообіг
Вказано у мільйонах т:
|               | 2002 | 2003 | 2004 | 2005 | 2006 | 2007 | 2008 | 2009 | 2010 | 2011 | 2012 | 2013 | 2014 | 2015 | 2016 | 2017 | 2018 | 2019 |
| Нафтопродукти | —    | —    | —    | —    | —    | —    | 1,56 | 4,25 | 5,81 | 5,00 | 6,52 | 9,30 | 11,3 | 14,5 | 13,7 | 13,6 | 14,9 | 13,5 |
| Нафта         | 12,4 | 17,7 | 44,6 | 57,3 | 66,1 | 74,2 | 74,0 | 74,9 | 71,7 | 70,1 | 68,2 | 54,5 | 42,4 | 45,1 | 50,7 | 44,0 | 38,5 | 47,5 |
| Загалом       | 12,4 | 17,7 | 44,6 | 57,3 | 66,1 | 74,2 | 75,6 | 79,2 | 77,5 | 75,1 | 74,8 | 63,8 | 53,7 | 59,6 | 64,4 | 57,6 | 53,5 | 61,0 |